# Ezo (album)
Ezo è il primo album del gruppo musicale giapponese hair metal degli Ezo, uscito nel gennaio 1987 per l'Etichetta discografica Geffen Records.

## Tracce
1. House of 1,000 Pleasures (EZO, St.James) 5:10
2. Flashback Heart Attack (Christian, Deicicchi) 4:07
3. Mr. Midnignt (Iida, St.James) 4:22
4. Here It Comes (Adam Mitchell, Takahashi) 3:15
5. I Walk Alone (Micthell, Takahashi) 3:36
6. Destroyer (Brotter, Gray, Mitchell, Takahashi) 94:27
7. Big Changes (Walsh) 3:52
8. Kiss of Fire (EZO, Mitchell)3:26
9. Desiree (Iida, Mitchell) 3:31

## Formazione
- Masaki Yamada - voce
- Shoyo Iida - chitarra
- Taro Takahashi - basso
- Hirotsugu Homma - batteria